# Anna Palm de Rosa
Anna Palm de Rosa (Estocolmo, 25 de dezembro de 1859 – Nápoles, 2 de maio de 1924) foi uma proeminente pintora sueca. Na década de 1890, ela se tornou uma das mais famosas pintoras da Suécia, com suas aquarelas de navios a vapor e cenas cotidianas da capital, Estocolmo. Com 36 anos, se mudou da Suécia com o marido, oficial de infantaria do Exército e morou em vários lugares da Europa.

## Vida pessoal
Anna nasceu no dia de Natal, em 1859, em Estocolmo. Era filha do pintor Gustaf Wilhelm Palm e sua esposa, Eva Sandberg, filha do também pintor Johan Gustaf Sandberg. A casa da família no número 19 da Barnhuträdgårdgatan (hoje a rua Olof Palmes Gata) era um conhecido ponto de encontro para artistas, incluindo Georg Pauli, Nils Kreuger, Vicke Andrén e Gutaf Cederström. Anna teve aulas particulares com seu pai, que lecionava em uma escola de desenho (Elementarteckningsskolan), que preparava os estudantes para cursarem a Academia Real de Artes da Suécia. Anna não cursou a Academia Real, já que era incomum ter mulheres em cursos superiores.
Na década de 1880, ela se tornou pupila do pintor de cenas históricas, Edvard Perseus, e do pintor de paisagem Per Daniel Holm. Em 1885, com o auxílio dos pais, ela viajou para a Dinamarca, onde passou algum tempo em Skagen, onde pintou seu quadro mais famoso, A game of L'hombre in Brøndums Hotel. Dali ela foi para a Antuérpia, onde estudou com o pintor Romain Steppe e em seguida para Paris.
Anna foi uma dos 84 artistas a assinarem uma carta, em 1885, que pedia por mudanças profundas no método de ensino da Academia Real de Artes da Suécia, que muitos consideravam arcaico e ultrapassado. Ainda assim, ela exibiu trabalhos seus na academia em 1885 e 1887, e de 1889 a 1891 ensinou técnicas de aquarela. Era também membro de uma associação recente na época, a Svenska konstnärinnor (Mulheres Artistas da Suécia), que contava com Eva Bonnier, Hanna Pauli e Mina Bredberg.[carece de fontes?]
As pinturas de Anna, em especial cenas marítimas, com navios a vapor e barcos à vela, pintados por volta desta época, lhe renderam fama e popularidade. Ela produziu muitas veduta para agradar seus clientes, além de pintar cenas do cotidiano de Estocolmo. Mudou-se da Suécia em 1885, passando um ano em Paris e depois mudando-se para a Itália, onde conheceu o futuro marido, o tenente de infantaria Alfredo de Rosa. Depois de se casaram em Paris, em 1901, o casal se mudou para Capri, para enfim se instalarem em Madonna dell'Arco, um distrito de Sant'Anastasia, perto de Nápoles, em 1908. Mesmo pintando cenas da vida italiana, Anna não deixou de pintar cenários e paisagens de Estocolmo. É possível que para conseguir retratar ruas e edifícios com precisão, tenha se utilizado de fotos de Frans G. Klemming.
Seu marido foi convocado, por ocasião da Primeira Guerra Mundial, período em que Anna produziu muito, especialmente em Baiae, uma vila medieval do distrito de Bacoli, na Itália.

## Morte
Com o fim da guerra, Anna continuou produzindo suas cenas marítimas e paisagens, mas sua saúde tornou-se cada vez mais frágil com o passar dos anos e ela morreu em 2 de maio de 1924, aos 64 anos.

## Galeria

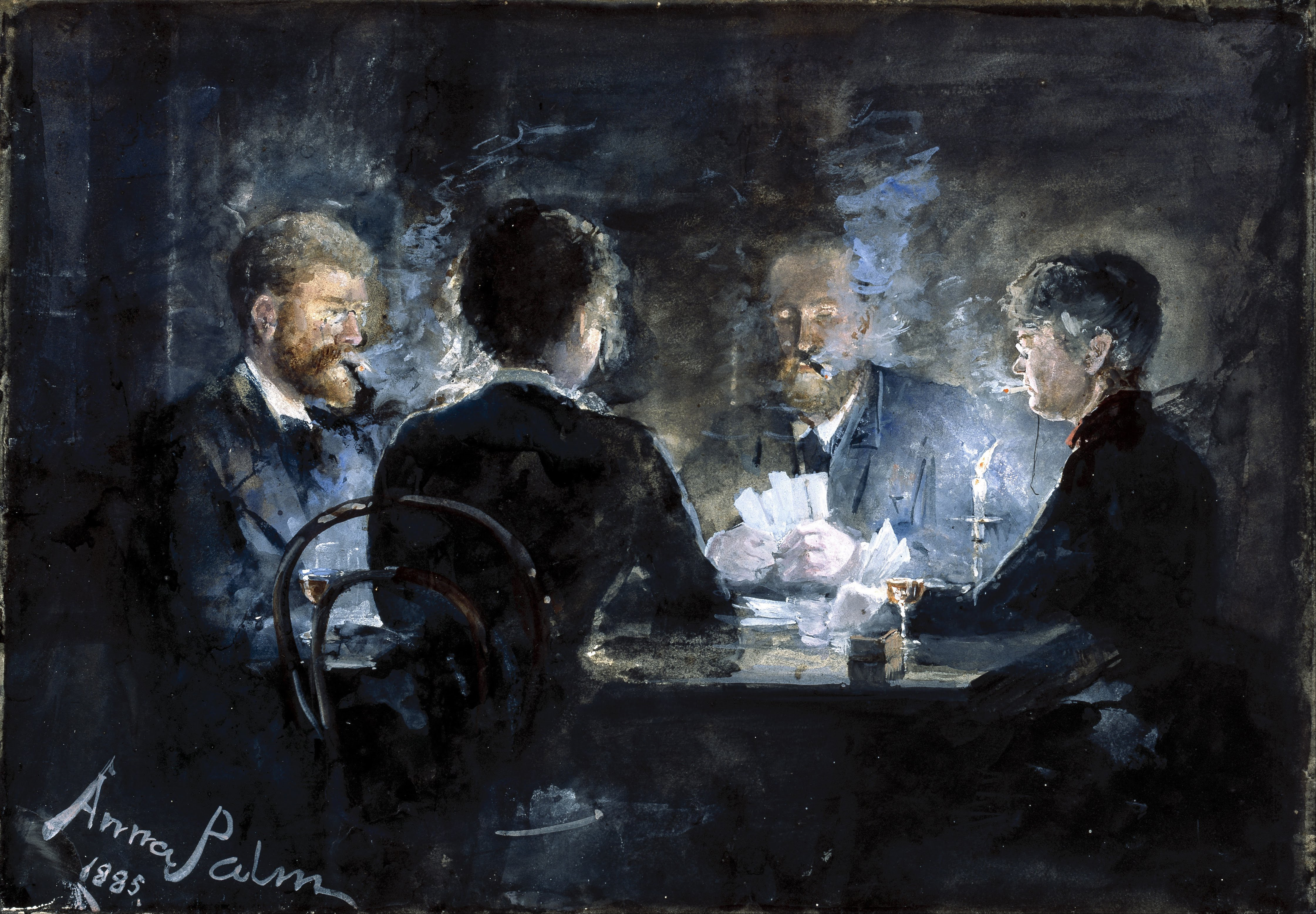
A game of L'hombre in Brøndum's Hotel, 1885
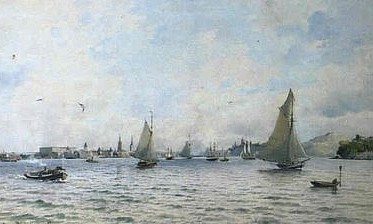
Stockholm från Mälaren, 1900
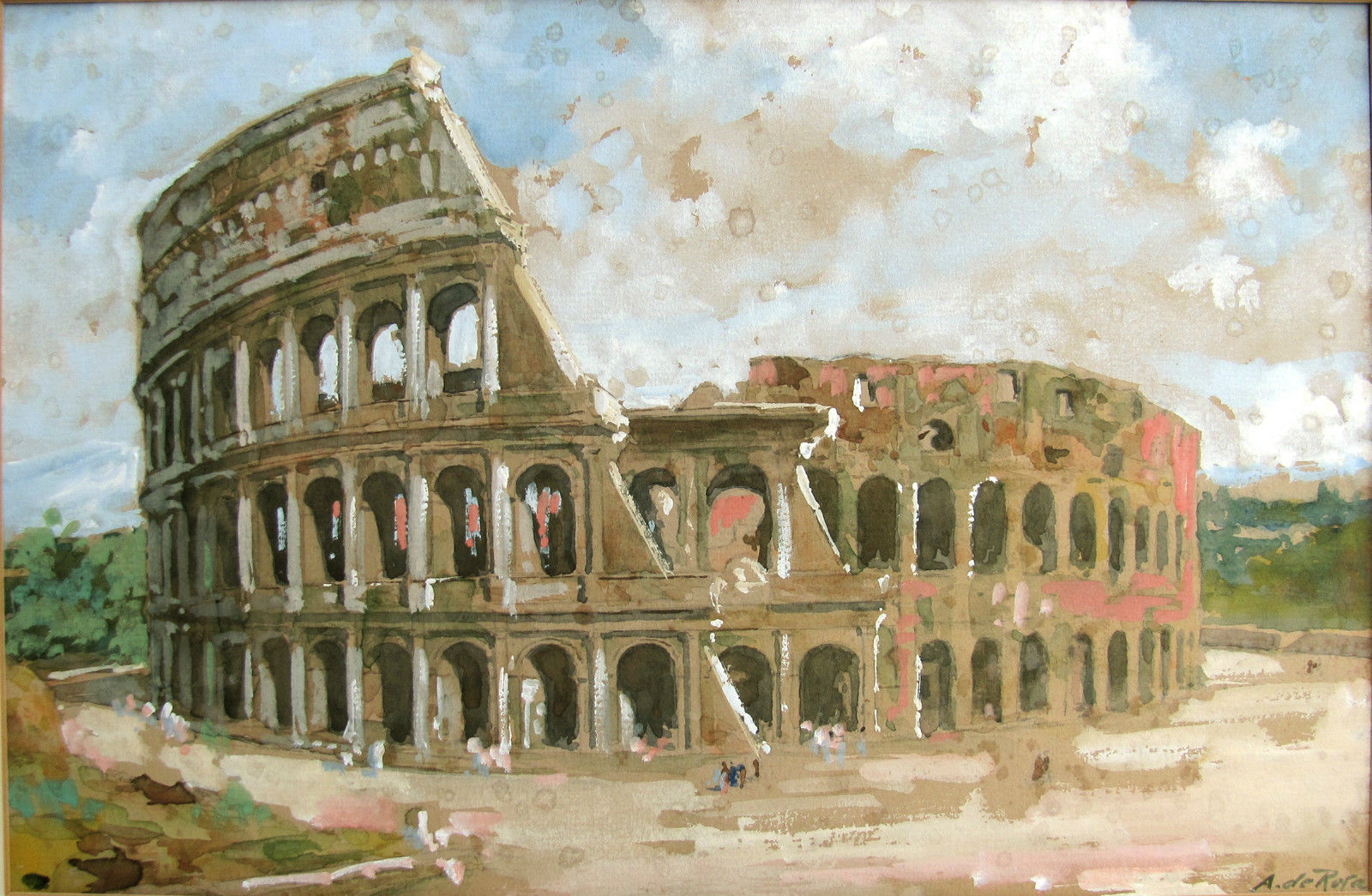
Colosseum, 1900, guache sobre papel
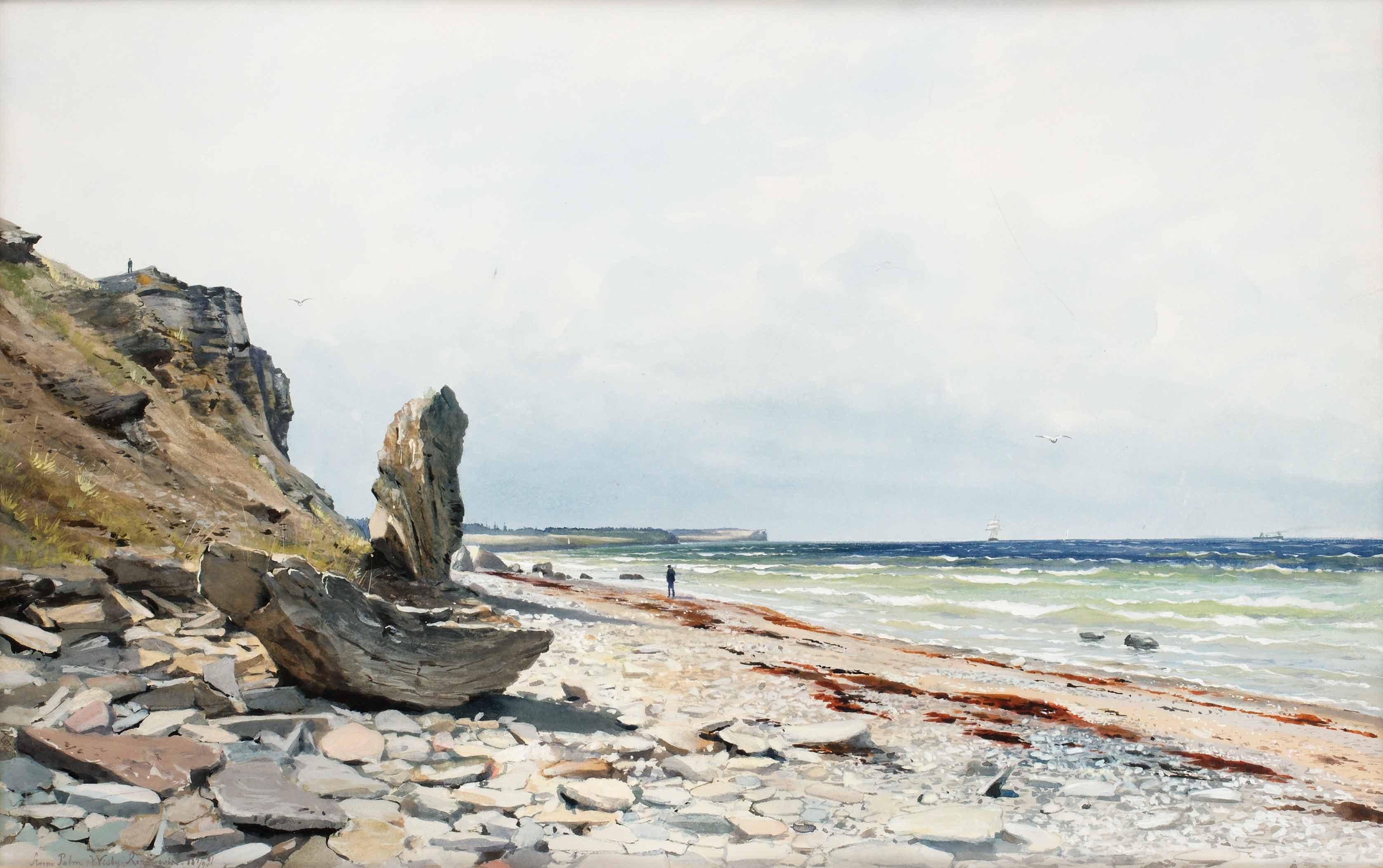
Utsikt mot högklint, 1891, aquarela